# SP-88
A SP-88 é uma rodovia do estado de São Paulo, Brasil. Faz a ligação entre a rodovia Presidente Dutra, em Arujá e a rodovia dos Tamoios em Paraibuna.

## Trajeto

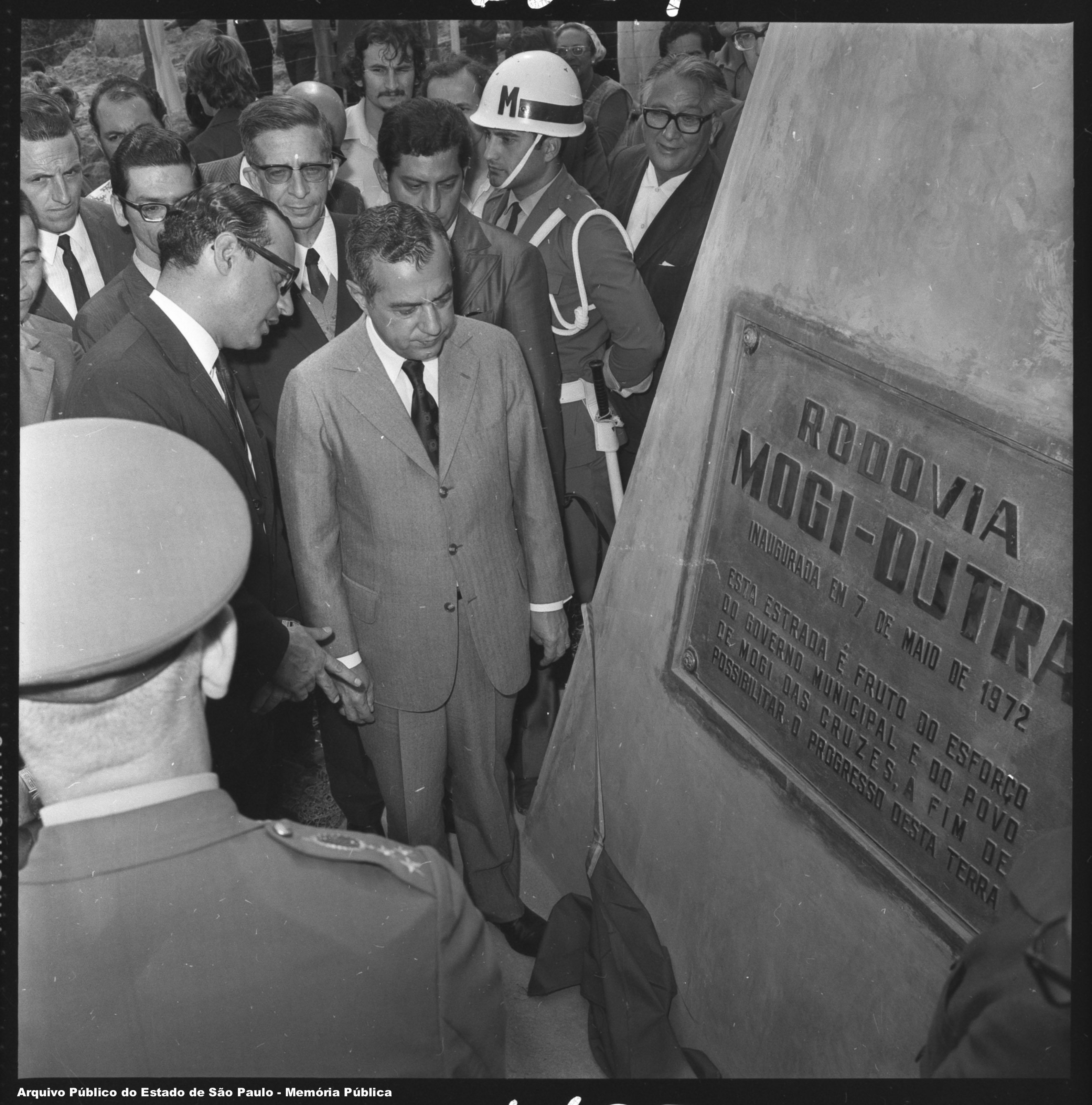
Inauguração da Rodovia Mogi-Dutra, 1972.
Arquivo Público do Estado de São Paulo.

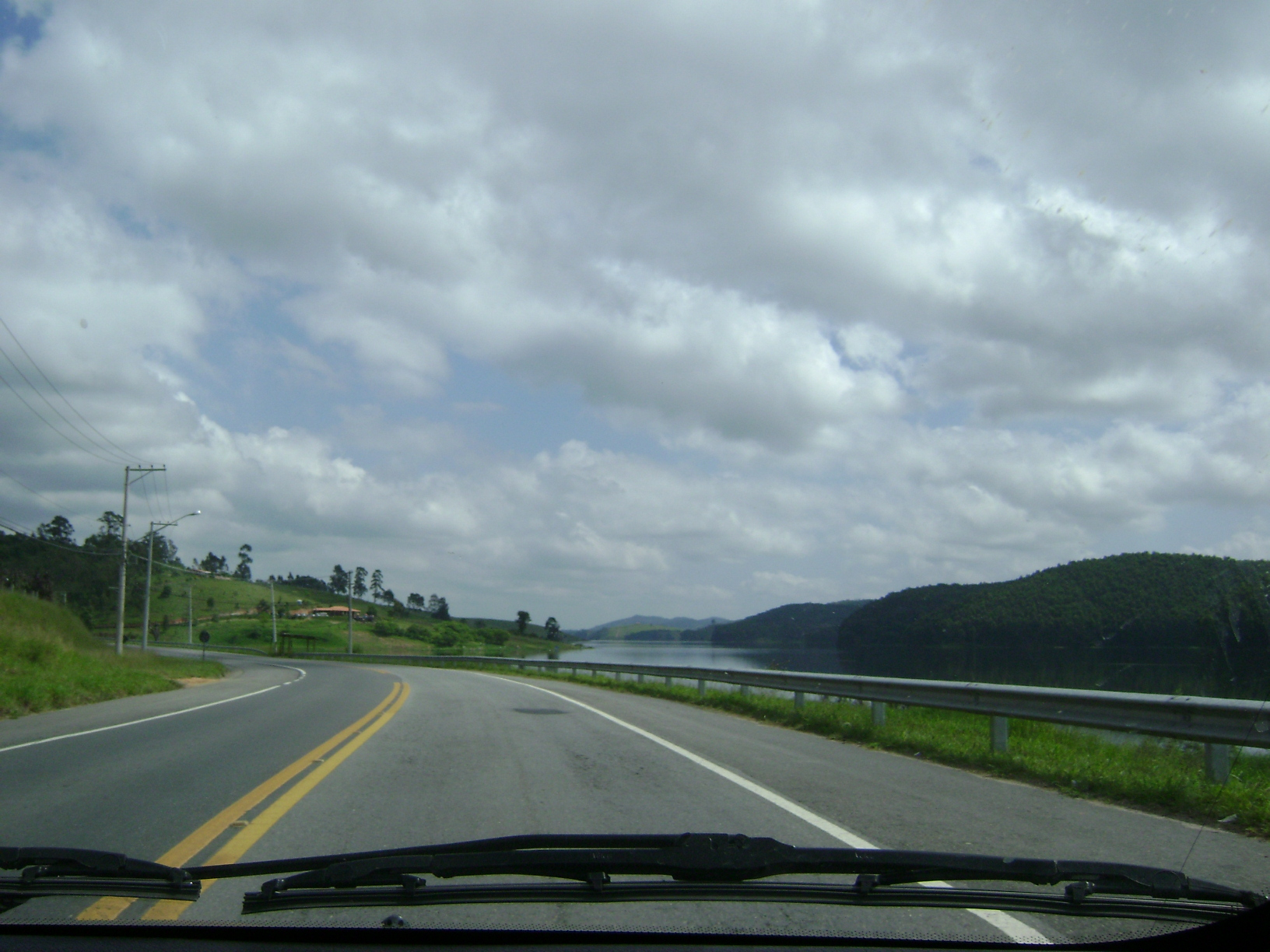
Trecho da SP-88 próximo à Salesópolis

A SP-88 é formada por três distintas rodovias: "Mogi-Dutra", "Mogi-Salesópolis" e "Estrada das Pitas", possuindo uma extensão total de 97 quilômetros.
Seu trajeto inicia-se no entroncamento com a Rodovia Presidente Dutra (BR-116), no município de Arujá. O trecho entre Arujá e Mogi das Cruzes é conhecido como "Rodovia Mogi-Dutra" (Rodovia Pedro Eroles), possuindo ainda um entroncamento com a Rodovia Ayrton Senna (SP-70). O trecho entre Arujá e a Rodovia Ayrton Senna, de oito quilômetros, foi duplicado e modernizado em 2021. Há também a intenção de se colocar uma praça de pedágio na altura do quilômetro 43 da rodovia.
Já o trecho entre a Rodovia Ayrton Senna e o município de Mogi das Cruzes foi duplicado e modernizado em 2004, possuindo duas ou três faixas de rolamento em cada sentido. Este trecho duplicado cruza a Serra do Itapeti, possuindo 14 viadutos num trecho de 10 quilômetros, o maior deles com cerca de um quilômetro de extensão, na subida da serra. A Rodovia Mogi-Dutra termina no entroncamento com o Anel Viário de Mogi das Cruzes.
No trecho urbano de Mogi das Cruzes a SP-88 não possui um traçado determinado começando na "Avenida Miguel Gemma", no bairro do Socorro, onde inicia-se a "Rodovia Mogi-Salesópolis", ligando os municípios de Mogi das Cruzes, Biritiba Mirim e Salesópolis, todas da Região Metropolitana de São Paulo. Na saída de Mogi das Cruzes há um trecho duplicado de cerca de 8 quilômetros. Entre Mogi das Cruzes e Biritiba Mirim o traçado cruza o Cinturão Verde, área na várzea do Rio Tietê que é responsável por 60% da produção de hortifrutigranjeiros do eixo Rio-São Paulo, sendo também a maior produtora no país neste ramo. Logo após o trecho urbano de Biritiba Mirim, próximo à ponte sobre o Rio Tietê, há uma interseção com a rodovia SP-92, mais conhecida como Estrada de Casa Grande, que serve a bairros rurais de Biritiba Mirim e ao Sistema Produtor Rio Claro da Sabesp. A rodovia percorre também as margens do lago do Reservatório de Paraitinga, integrante do Sistema Produtor do Alto Tietê, responsável pelo abastecimento de parte da Região Metropolitana de São Paulo. Seu traçado é dominado por retas entre Mogi das Cruzes e Biritiba Mirim e por curvas, aclives e declives suaves entre Biritiba Mirim e Salesópolis, com pista simples e uma faixa de rolamento em cada sentido. Possui um trecho reconstruído em 2004, devido ao alagamento do antigo traçado pelo reservatório acima mencionado. No início do trecho urbano de Salesópolis, há uma intersecção com a "Rodovia Nilo Máximo" (SP-77), com acesso às cidades de Santa Branca e Jacareí.
Já o trecho compreendido entre Salesópolis e o entroncamento com a Rodovia dos Tamoios (SP-99) é popularmente conhecido por "Estrada das Pitas", cortando os municípios de Salesópolis e Paraibuna. Nesta rodovia fica o acesso ao Parque Nascentes do Tietê, onde se localizada a nascente do Rio Tietê, que corta do estado de São Paulo. Seu traçado é sinuosíssimo, com inúmeras curvas e trechos com a aclividades/declividade bastante acentuados, possuindo poucas retas, incluindo ainda um trecho de serra. Este trecho é utilizado principalmente para o escoamento da produção das fazendas de eucalipto, que ocupam a maior parte da região por onde passa a Estrada das Pitas. Próximo à Salesópolis há um entroncamento com a "Estrada da Petrobrás", ou futura Estrada do Sol que liga a SP-88 à "Rodovia Rio-Santos" (BR-101/SP-55), no bairro do porto novo em Caraguatatuba, em um trajeto bem acidentado, mas com belas paisagens, sem qualquer tipo de pavimentação, que acompanha o oleoduto que ali passa.
O trecho da SP-88 compreendido entre Mogi das Cruzes e a Rodovia dos Tamoios, de cerca de 80 quilômetros, recebeu melhorias entre 2008 e 2010, com o recapeamento de toda a sua extensão, construção de terceira-faixa em vários trechos, implantação de paradas de emergência, novos sistemas de drenagem, obras de contenção de encostas e a duplicação de um trecho de 5 km entre Mogi das Cruzes e o distrito de Cocuera.

## Denominações

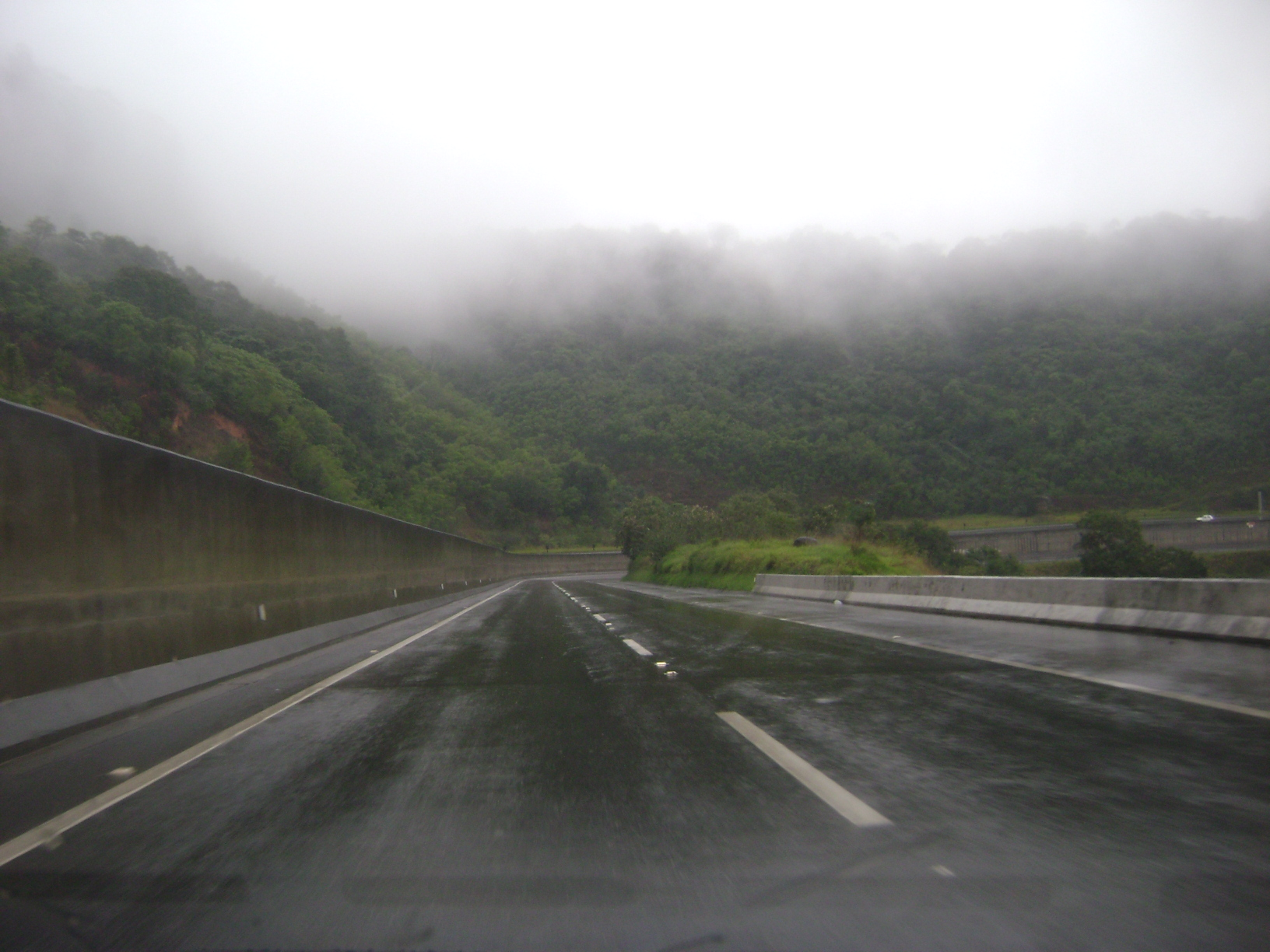
Trecho da SP-88 (Mogi-Dutra) que cruza a Serra do Itapeti, em Mogi das Cruzes

A SP-88 é administrada em quase toda a sua extensão pelo DER-SP, exceto nos perímetros urbanos de Mogi das Cruzes e Salesópolis, onde é administrada pelas prefeitura locais.
A rodovia Pedro Eroles é mais conhecida como "Mogi-Dutra", e a rodovia Alfredo Rolim de Moura também é conhecida como "Avenida Miguel Gemma" e "Mogi-Salesópolis" (entre Mogi das Cruzes e Salesópolis) e "Estrada das Pitas" (entre Salesópolis e Rodovia dos Tamoios).
A rodovia recebe as seguintes denominações oficiais em seu trajeto:
- Nome:	Pedro Eroles, Rodovia;   De - até:	Rodovia Presidente Dutra (em Arujá no km 32) - Mogi das Cruzes (no km 51)
- Nome:	Alfredo Rolim de Moura, Professor, Rodovia;   De :	Mogi das Cruzes (no km 57,4) até- Rodovia dos Tamoios (SP-99) (no km 135)